# Ванг (Горња Баварска)
Ванг (њем. Wang) општина је у њемачкој савезној држави Баварска. Једно је од 24 општинска средишта округа Фрајзинг. Према процјени из 2010. у општини је живјело 2.419 становника. Посједује регионалну шифру (AGS) 9178155.

## Географски и демографски подаци
Ванг се налази у савезној држави Баварска у округу Фрајзинг. Општина се налази на надморској висини од 415 метара. Површина општине износи 31,2 km². У самом мјесту је, према процјени из 2010. године, живјело 2.419 становника. Просјечна густина становништва износи 78 становника/km².

## Међународна сарадња
| Мјесто                 | Држава    | Врста сарадње | Од    |
| ---------------------- | --------- | ------------- | ----- |
| Рочестер               | САД       | партнерство   | 1981. |
| Бри сир Марн           | Француска | партнерство   | 1974. |
| Мосбург                | Аустрија  | партнерство   | 1992. |
| Кенигсберг ан дер Егер | Аустрија  | партнерство   | 2000. |
| Извор                  |           |               |       |